# Cineteca Nacional
La cineteca nacional de Mèxic protegia els materials originals del patrimoni fílmico de Mèxic provinents d'un gran nombre de fonts a l'una de la Filmoteca de la UNAM, i els seus antecedents es remunten als anys quaranta. La seva primera seu a Ciutat de Mèxic va ser inaugurada el 1974, derivada del Pla de Reestructuració de la Indústria Cinematogràfica creat quatre anys abans. En aquestes instal·lacions, situades a Calzada de Tlalpan i Río Churubusco, comptaven amb tres sales —la més gran d'elles, Fernando de Fuentes, tenia capacitat per a 590 espectadors— i una àrea de voltes per a la preservació del patrimoni. Aquest recinte va acollir ràpidament al públic cinèfil que fins llavors no tenia alternatives assequibles per al gaudi del cinema nacional i internacional, explicant fins i tot amb l'obertura de les seves autoritats per a la difusió de cinema amb temàtiques polèmiques. En aquesta seu van néixer importants esdeveniments de la cultura cinematogràfica mexicana com la Mostra Internacional de Cinema de la Cineteca Nacional, el Fòrum Internacional de la Cineteca i el projecte social de portar pel·lícules a poblacions incomunicades fora de la Ciutat de Mèxic conegut com a Cinema Mòbil.
Aquestes instal·lacions van ser destruïdes per un incendi ocorregut el 1982, la causa del qual mai va ser aclarida. Tampoc se sap el nombre exacte de víctimes o el patrimoni perdut en la conflagració. Un esforç governamental i social agrupat en el Patronat pro-reconstrucció i recuperació de la Cineteca va fer possible la construcció d'una nova seu a Xoco, que va ser inaugurada a inicis de 1984.
Per prosseguir amb l'activitat, es van obrir al públic quatre noves sales. El 1994 es van completar les obres de les voltes que protegeixen el nou patrimoni fílmic de la nació amb la donació que va iniciar en 1982 a partir de fons públics, privats i de moltes entitats fílmiques del món.
El 2011 van iniciar les obres de la Cineteca Nacional del Segle XXI, per la qual cosa l'activitat de la mateixa es va traslladar a diferents sales de la capital mexicana per no interrompre activitats. Reinaugurada el 2012, la nova seu va respectar gran part de l'estructura anterior però va integrar nous edificis per completar deu sales convencionals i una a l'aire lliure, noves voltes, un laboratori de restauració digital, ampliació del centre de documentació, una videoteca, un museu del cinema, restaurants, galeria per a exhibicions, tendes, llibreries i oficines administratives. El 2014 va ser visitada per 1 090 401 assistents.